# Агатоклея
Агатоклея Теотропа (Богиньоподібна) (*Ἀγαθόκλεια Θεότροπος, д/н — бл. 120 до н. е.) — регент Індо-Грецького царства у 130 до н. е.—125 до н. е. роках. Вважається першою правителькою елліністичного світу, особливо в азійських державах.

## Життєпис
Стосовно походження Агатоклеї (Агафоклеї) є різні версії: можливо, була донькою або онукою греко-бактрійського царя Агафокла I, або родичкою індо-грецького царя Менандра I. Тривалий час існувала теорія, що Агатоклея була дружиною останнього, а потім правителькою у 130—120 роках до н. е. за свого малолітнього сина Стратона I. Втім, нині теорія оскаржується, час її володарювання відносять до 110—100 років до н. е. Область панування охоплювала Гандхару, а Паропамісади і Арахозію було втрачено на користь Зоїла I.
Водночас вважається, що вона була дружиною Менандра I, оскільки є згадки про сина останнього Стратона. Таке саме ім'я носив син Аготоклеї. Але серед індо-грецьких царів було троє володарів з цим ім'ям. Тому тривають суперечки серед дослідників стосовно періоду панування Агатоклеї.
Відома насамперед за своїми срібляними та бронзовими монетами, на яких Агатоклею зображено на кшталт богині Афіни. Звідси походить її почесне прізвисько Теотропа.
Після смерті Агатоклеї владу остаточно перейняв її син Стратон I.